# Hubert Amyot d'Inville
Pour les articles homonymes, voir Amyot d'Inville et Amyot.
Hubert Amyot d'Inville, né le 1er août 1909 à Beauvais et mort le 10 juin 1944 à Montefiascone, dans le Latium en Italie, est un des premiers Français libres de l'été 1940.
Surnommé l'Astuce et toujours accompagné de son chien Bob, Hubert Amyot d'Inville est l'une des grandes figures des Forces navales françaises libres (FNFL), indissociable de l'histoire du 1er régiment de fusiliers marins. Il est Compagnon de la Libération.

## Biographie

### Famille
La famille Amyot d'Inville appartint à la noblesse de robe. Elle s'installe au château de la Morandière à Louvigné-de-Bais (Ille-et-Vilaine), en 1936. 
Hubert Marie Édouard Amyot d'Inville est le fils de Pierre Amyot d'Inville et d'Yvonne Drouet d'Aubigny. Trois des fils ont péri pendant la Seconde Guerre mondiale.

### L'engagement dans la France libre
Officier de la marine marchande, Hubert Amyot d'Inville fut mobilisé début 1940 et participe à l'évacuation de Dunkerque, mais le dragueur de mine qu'il commandait alors fut coulé. Rescapé du naufrage, il rallia l'Angleterre et la France libre. Il s'engagea le 1er juillet 1940 dans les Forces navales françaises libres et devint le second de Robert Détroyat qui forma le 1er Bataillon de fusiliers marins. Il participa à la Bataille de Dakar qui fut un échec pour les FFL, puis au ralliement du Gabon, et à la Campagne de Syrie pendant laquelle il fut grièvement blessé devant Damas, le 17 juin 1941 tandis que Détroyat était tué dans des conditions obscures.
Amyot d'Inville devint alors chef du 1er bataillon de fusiliers marins avec lequel il prit part à la Bataille de Bir Hakeim puis à la Seconde bataille d'El Alamein et à la campagne de Tunisie.

### Campagne d'Italie
En 1943, le bataillon que commandait Amyot d'Inville fut transformé en régiment de reconnaissance blindée de la 1re DFL qui prit part à la campagne d'Italie. Le 10 juin 1944, la jeep du capitaine de frégate Amyot d'Inville sauta sur une mine devant Montefiascone, tuant le capitaine.
Hubert Amyot d'Inville est inhumé au cimetière de Viterbe, en Italie.

## Décorations

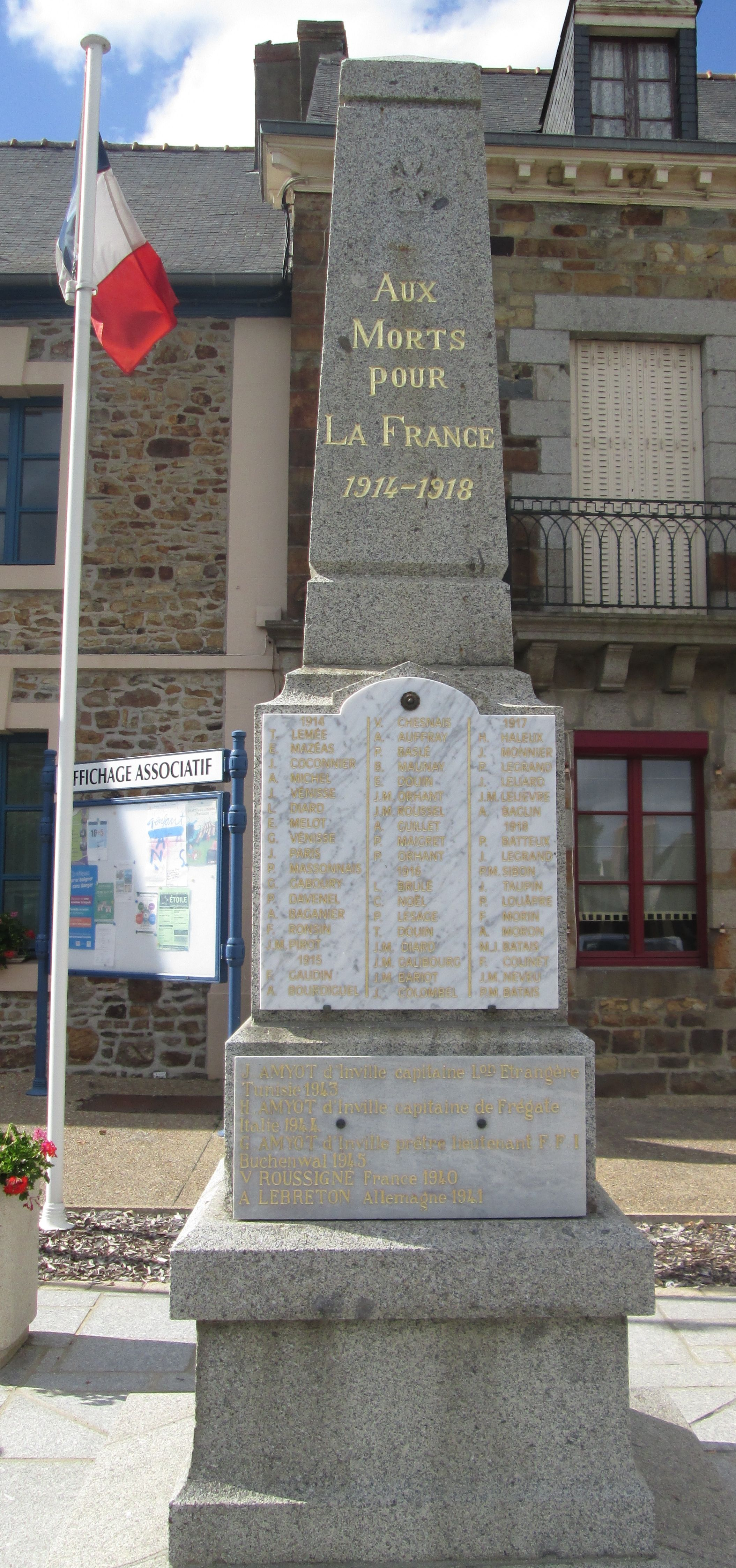
Le monument aux morts de Louvigné-de-Bais

- Officier de la Légion d'honneur[1]
- Compagnon de la Libération par décret du 9 septembre 1942[1]
- Croix de guerre 1939–1945 avec cinq palmes[1]

 Médaille de la Résistance française, avec rosette par décret du 16 janvier 1947
- Médaille coloniale avec agrafe « Bir-Hakeim »

## Jacques, Gérald et Guy Amyot d'Inville
Les trois frères d'Hubert Amyot d'Inville se sont également illustrés pendant la Seconde Guerre mondiale :
- Jacques Amyot d'Inville (1908-1943), capitaine dans le 3e régiment étranger d'infanterie, tué en Tunisie ;

- abbé Gérald Amyot d'Inville (15 septembre 1910- 29 janvier 1945), entré en Résistance en janvier 1941 sous le pseudonyme de Lejeune. Il créa une section FFI à Béthune, en liaison avec un réseau de résistance belge. Il participa également à la réception de parachutages d'armes. Le 13 décembre 1943, il fut arrêté par la Gestapo à Paris. Interrogé à Creil par les Allemands, il fut incarcéré au camp de Royallieu, à Compiègne, jusqu'en janvier 1944. Le 27 janvier 1944, il était déporté à Buchenwald (matricule 44 372). Il fut ensuite transféré à Dora, à Wieda, à Ellrich puis de nouveau transféré à Wieda. Découvert dans l'exercice de son apostolat, il fut roué de coups, il mourut le 29 janvier 1945 à Ellrich.

- Guy Amyot d'Inville (1918-2002), pendant la Bataille de France de 1940, jeune aspirant du 7e régiment de cuirassiers, il fut grièvement blessé dans son char calciné. Il fut fait prisonnier, le 5 juin 1940, à Oissy (Somme) et ne fut libéré de l'Oflag IV-D d'Elsterhorst qu’à la fin de la guerre[3]. C'est le seul des frères Amyot d'Inville qui survécut à la guerre. Il se vit décerner une citation à l’ordre du Corps d’armée.

## Hommages posthumes
- Beauvais : 

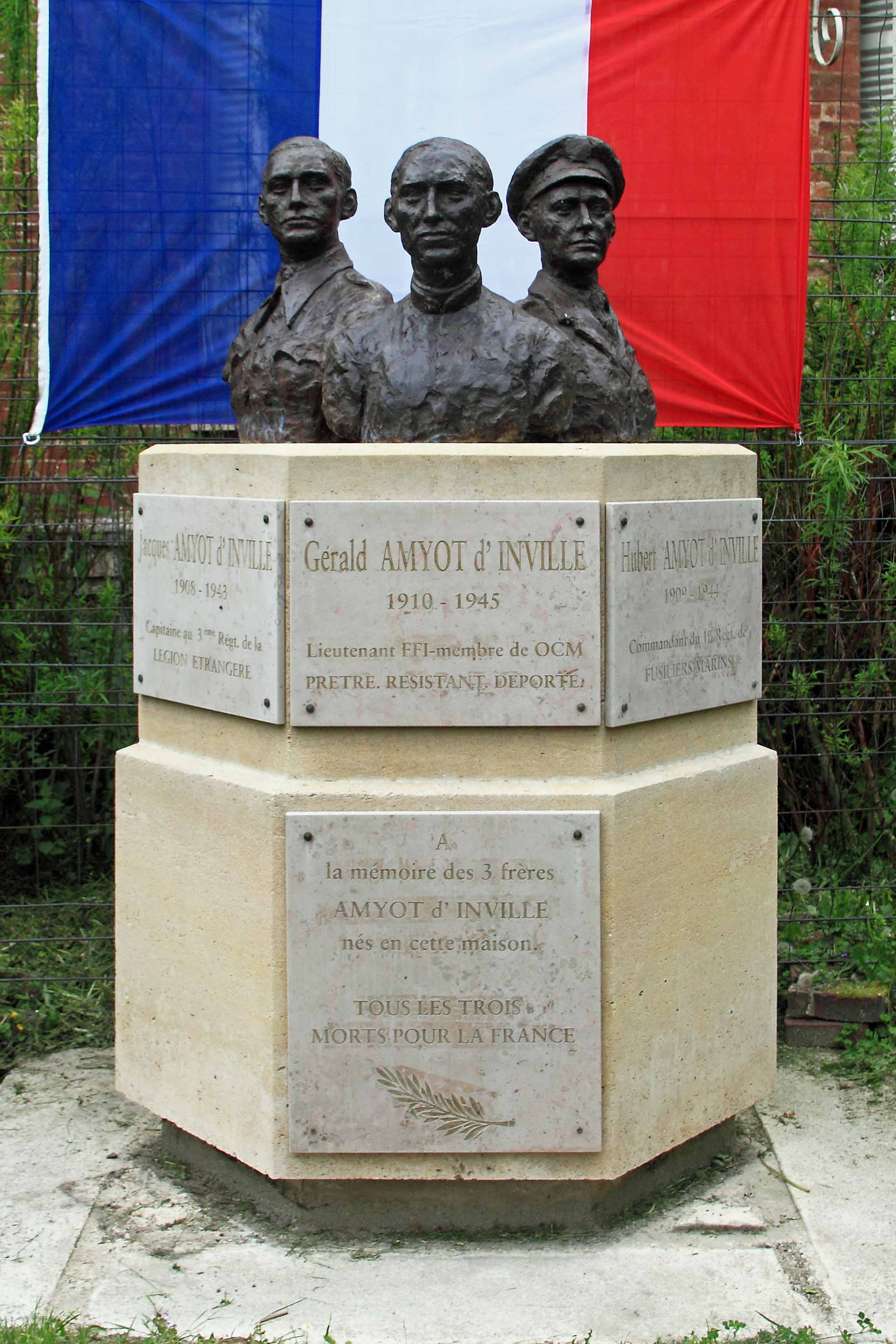
Bustes des 3 frères Amyot d'Inville, devant la maison natale à Beauvais, boulevard Amyot d'Inville.

  - un des boulevards de la ville porte le nom de boulevard Amyot d'Inville ;
  - un monument comportant les bustes des trois frères Amyot d'Inville morts pendant la Seconde Guerre mondiale a été érigé devant leur maison natale.
- À Senlis, un lycée professionnel porte le nom Amyot d'Inville.
- Louvigné-de-Bais : 
  - la principale rue du village porte le nom de rue des Frères Amyot-d'Inville, elle relie l'église au château de la Morandière, demeure des Amyot d'Inville, pendant la guerre;
  - leurs noms sont inscrits sur le monument aux morts de la commune.
- En 1974, un aviso de la Marine nationale porta le nom d'Amyot d'Inville en l'honneur des quatre frères. Cet aviso fut désarmé en 1999.

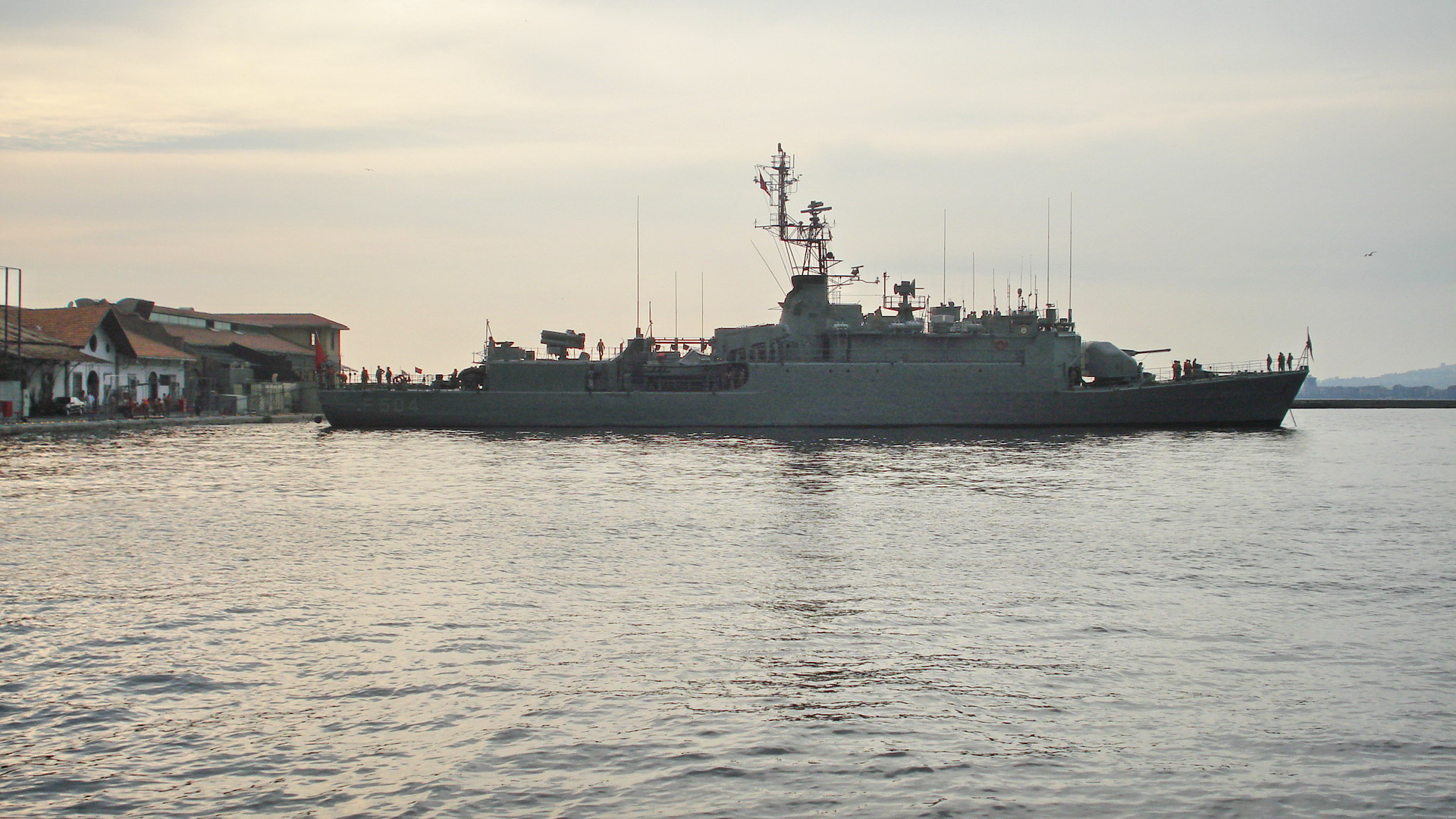
L'ancien aviso Amyot d'Inville.

- En 2020, à la suite d'une réforme au sein des forces de ALFUSCO, les unités reçoivent le nom de Fusilier-Marin de la 2nd Guerre mondiale. Le Groupement de Fusilier-Marin Atlantique de la Marine Nationale change de nom le 1er Septembre, et est renommé en Bataillon de Fusilier-Marin d'Amyot d'Inville[4].